# Reinhold Koeppel
Reinhold Koeppel (* 21. April 1887 in Oschersleben; † 15. Dezember 1950 in Waldhäuser) war ein deutscher Maler.

## Leben
Der Sohn eines Buchhändlers verlor seine Mutter im Alter von drei Jahren. 1905 bis 1906 ließ er sich zum Kunsthändler ausbilden und diente als Einjähriger in Dresden beim königlich sächsischen Leibregiment.
Auf einer ausgedehnten Wanderung kam er 1906 erstmals in das Bergdorf Waldhäuser bei Neuschönau im Bayerischen Wald, wo er sich 1907 mehrere Wochen niederließ und als Maler zu arbeiten begann. 1908 kaufte er das alte Schulhaus und machte es zu seinem Domizil.
Koeppel bildete sich autodidaktisch fort, unter anderem auf jährlichen Studienreisen nach München. 1909 veröffentlichte er sein erstes Bild Frühlingssturm am Hochmoor in der Zeitschrift Jugend. Im Winter war er weiterhin als Kunsthändler tätig und hielt sich die Winter von 1911 bis 1913 in Paris auf, wo er 1912 in die „Union internationale des beaux arts et des lettres“ aufgenommen wurde. Er nahm an Ausstellungen in München (Glaspalast 1910, 1913, 1914, 1921 und 1925 und Frühjahrsausstellung der Sezession 1913), Paris, Passau, Mannheim und Dresden teil und gehörte seit 1912 der Münchner Künstlergenossenschaft an.
1915 meldete er sich als Kriegsfreiwilliger und war in Russland zunächst Kriegsmaler, dann Flugzeugführer und wurde dreimal abgeschossen. Nach seiner Heimkehr heiratete er 1920 Hanne Möslinger aus Neustadt an der Weinstraße. Sein Haus in Waldhäuser wurde eine Begegnungsstätte für viele befreundete Künstler, darunter Alfred Kubin, der 1922 erstmals hier zu Gast war. Zwischen 1926 und 1930 unternahm er Reisen nach Österreich, London, Paris, nach Südfrankreich, zur italienischen Riviera, nach Korsika, in die Schweiz und nach Spanien.
1930 erkrankte er schwer, worauf die Ärzte ein Malverbot aussprachen, an das er sich lange hielt. 1931 wurden seine Bilder in der Norishalle in Nürnberg gezeigt, 1933 noch einmal in Regensburg. Als die Krankheit dennoch fortschritt, begann er 1945 erneut mit der Malerei. 1946 war er der Senior bei der Gründung der Künstlergemeinschaft Donau-Wald-Gruppe. 1947 erlebte er noch die Gesamtausstellung seiner Werke in Regensburg zum 60. Geburtstag. Begraben liegt er auf dem Friedhof in Grafenau (Niederbayern).
Koeppel schuf Gemälde und Zeichnungen sowie Buchillustrationen. Sein Thema ist häufig die Natur mit Waldarbeitern, Hirten, Bauern und Steinklopfern. Er setzte sich, obwohl selbst evangelisch, für den Bau der Bergkirche Waldhäuser „Maria im Wald“ ein und gestaltete für diese den Flügelaltar mit dem Bildnis „Maria mit dem Kind“. Er hinterließ auch Reisebilder von seinen Malaufenthalten in Spanien, Italien und Frankreich.